# 기장 동부리 회화나무
기장 동부리 회화나무(機張 東部里 槐花나무)는 부산광역시 기장군 기장읍 동부리에 있는 회화나무이다. 2008년 12월 16일 부산광역시의 기념물 제58호로 지정되었다.

## 개요
회화나무는 우리 선조들이 최고의 길상목(吉祥木)으로 손꼽아 온 나무로 집안에 심으면 가문이 번창하고 큰 학자나 인물이 나며, 잡귀신이 감히 범접을 못하고 좋은 기운이 모여든다고 하여 우리 선조들은 이 나무를 매우 귀하고 신성하게 여겨 함부로 아무 곳에나 심지 못하게 하였다.
회화나무는 회화목(懷花木), 회나무, 홰나무, 괴화(槐花)나무, 괴목(槐), 괴수(槐樹) 등으로도 부르는 활엽수이다. 키 45미터, 지름 3미터쯤까지 자라는 이 나무는 우리나라에서는 은행나무 다음으로 몸집이 크게 자란다. 수형이 웅장하고 단정하여 품위가 있어 정자나무로도 인기가 있다.
기장 동부리 회화나무는 기장읍성 내 장관청의 남쪽에 위치해 있다. 높이 20m, 수관이 사방 18m에 이르며 수령은 기장현청이 교리에서 옮겨올 때 기념식수한 것이라고 전해지기도 하지만 장관청 뜰에 심어진 것으로 보아 장관청 축조와 관련이 있는 것으로 보인다. 예전에는 동제를 지냈다고 하며 지금은 나무 아래 당집이 있다.
동부리 회화나무는 기장의 역사, 장관청의 역사와 관련성이 있고, 동제의 당집 및 서낭당으로 사용되었으며, 나무 자체의 인문학적 특성, 노거수로서의 식물학적 가치 등 문화유산으로서의 가치가 매우 높다.

## 참고 자료
- 기장동부리회화나무 - 국가유산청 국가유산포털